# ウィファラ

ウィファラ

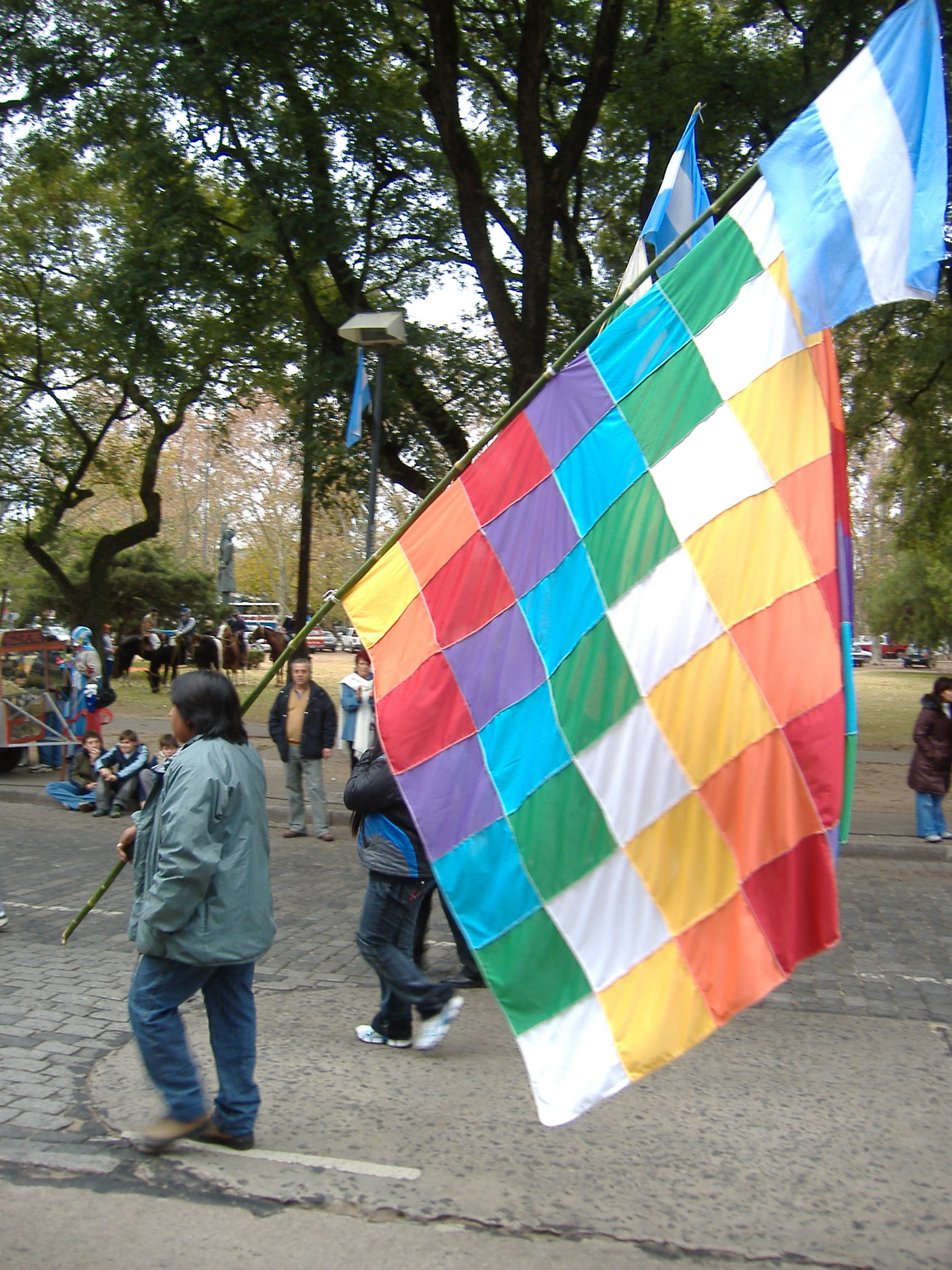
ウィファラを手にした人

ウィファラ（Wiphala、ウィパラ、ウイパラとも）は、南米アンデス地方の先住民、アイマラ族の旗。
赤、橙、黄、白、緑、青、紫の7色の正方形を並べたシンプルでカラフルな正方形の旗である。これらの色は虹の色と考えられ、また、それぞれ次の意味があるとされる。
- 赤 - 大地を示す。宇宙の英知を示すともされる。
- 橙 - 文化や地域社会を示す。
- 黄 - エネルギーと力を示す。
- 白 - 時間と論理を示す。科学技術や芸術も示す。
- 緑 - 農産物、豊穣を示す。
- 青 - 宇宙を示す。無限や世界の創造原理を示す。
- 紫 - 政治や思想を示す。

また、これらのうちの次の4つの色は、インカ帝国を構成する4つの地域を示すとも考えられている。
- 赤 - チンチャ・スウユ（北地方）
- 黄 - クンティ・スウユ（西地方）
- 緑 - アンティ・スウユ（東地方）
- 白 - コヤ・スウユ（南地方）

この旗はティワナク文化の時代には存在していたと思われ、インカ帝国の時代を通じて民族の象徴として用いられたといわれている。ただし、インカ時代の旗は色が若干違っていたり、碁盤の目状ではなく横のストライプであったり、4色であったりしたとする説もある。また、これらの旗をウィファラの元になった「タワンティンスウユ旗」として区別する人もいる（タワンティンスウユはインカ帝国のケチュア語名）。
この旗の模様を使って、主に日付を計算できる（万能カレンダーのような使い方をした）とする説がある。
現在は、アイマラ族に限らず、南米の先住民族の団結を示すシンボルとして使われるようになりつつある。特にボリビアでは国旗、国歌と同等の扱いとすることが憲法第2条第6項に定められており、コチャバンバ水紛争やガス紛争などの際に、先住民族の権利を訴える人たちがこの旗を掲げていた。
ウィファラという言葉は、アイマラ語の元になった言葉であるハキ語に起源を持つ言葉ではないかといわれているが、詳しくはわかっていない。一説には、勝利の雄叫びであるWiphayと、風の流れを示すlapxが合わさってできた言葉であるとされる。
"Wiphala"は、アイマラ語を主に話す人たちの間では「ウィファラ」、ケチュア語を話す人たちの間では「ウィパラ」、スペイン語だけを話す人たちの間では「ウイパラ」と発音される。ウイパラと発音する人は、"Huipara"または"Uipara"と書くこともある。
ラパスのカリャワヤたちは Laphaqay、ポトシの人たちは Laphala、コチャバンバの人たちは Wiphaylaと呼ぶこともある。